# Раковский, Сергей Николаевич
Серге́й Никола́евич Рако́вский (1923—2016) — советский учёный в области экономической географии, доктор географических наук (1991), профессор кафедры экономической и социальной географии МГПИ имени В. И. Ленина, автор учебников для школы и вузов, а также множества других работ. Лауреат Государственной премии СССР (1977).

## Биография
Родился 7 апреля 1923 года в Смоленске. В 1941 году окончил среднюю школу в Климовске и с 29 июня начал работать на военном заводе миномётного вооружения. Во время эвакуации 1941—1942 годов служил в военизированной охране комбината «Карагандауголь» рядовым, затем старшим смены. В сентябре 1942 года поступил на географический факультет МГУ имени М. В. Ломоносова, который с отличием закончил в 1947 году. В 1942—1943 гг. был в составе местной противовоздушной обороны университета. Будучи студентом 4-го курса исследовал Хабаровский и Приморский край, а также Сахалин. Первым из советских географов побывал в южной части этого острова, за год до того перешедшей в состав СССР. Собранный в ходе этой поездки материал послужил основой для первой статьи «На Южном Сахалине», опубликованной в мартовском номере журнала «География в школе» в 1947 году.
В 1950 году поступив в аспирантуру НИИ географии МГУ, через год защитил кандидатскую диссертацию по теме «География промышленности Югославии» (научный руководитель — профессор П. И. Глушаков). С 1951 года старший преподаватель МГПИ имени В. И. Ленина, с 1954 в должности доцента на кафедре экономической географии Географического факультета МГПИ имени В. И. Ленина. С 1990 года профессор. В 1991 году защитил докторскую диссертацию по теме «Миграции населения в зарубежных социалистических странах Европы» в Институте географии АН СССР.
Сергей Николаевич Раковский был членом диссертационного совета Д 212.154.23 при МПГУ. Почти до 90 лет посещал заседания совета, активно участвовал в них. После девяностоления не смог посещать заседания совета по состоянию здоровья, но всегда был на связи, живо интересовался делами.

### Преподавательская и научная деятельность
В качестве руководителя студенческих групп в 1952—1982 гг. вёл практику от Мурманска и Архангельска до Средней Азии и Забайкалья, а также в Польше, Чехословакии, ГДР, Венгрии и Монголии. С 1955 по 1957 год по командировке Министерства просвещения РСФСР С. Н. Раковский работал в Пекинском университете в качестве советника декана географического факультета и заведующего кафедрой экономической географии Пекинского педагогического университета. Лекционный курс Раковского был переведён на китайский язык и издан в КНР в трёх томах. В 1980 году во Вьетнаме, в первом Ханойском педагогическом институте, прочёл курс лекций по экономической и социальной географии для ста преподавателей вузов. Читал лекции в Дрездене, Потсдаме, Кракове, Лодзи и Улан-Баторе.
Сфера его научных интересов охватывала экономическую, социальную и политическую географию зарубежных стран Европы (в первую очередь Германии и государств Восточной Европы), Восточной Азии (Китай, Монголия, КНДР, Вьетнам), проблемы демографии, размещения, урбанизации и миграции мирового населения, политической географии и геополитики, в том числе СССР и России. В докторской диссертации (1991) проанализировал разносторонний характер миграций населения и их географию в зарубежных странах Восточной Европы после Второй мировой войны с 1945 до октября 1990 год. Подобный опыт анализа сложного, противоречивого пути развития восьми государств Восточной Европы не имел аналогов за рубежом.
Автор свыше 500 научных работ. В составе авторского коллектива (В. П. Максаковский, М. Г. Соловьёва, А. Г. Артемьева, И. Н. Смидович) участвовал в создании учебника «Экономическая география зарубежных стран» для 9 класса средней школы, за который в 1977 году удостоен Государственной премии СССР.
С 1950 года принимал участие в создании Большой Советской Энциклопедии (2-е и 3-е издания), ряда других энциклопедий и энциклопедических словарей, словарей-справочников Госполитиздата, картографических атласов.